# Gustav Gihr
Gustav Gihr (18 de agosto de 1894-31 de octubre de 1959) fue un general alemán de la Wehrmacht de la Alemania Nazi durante la II Guerra Mundial. Estuvo al mando de varias divisiones de infantería durante la guerra antes de rendirse al Ejército Rojo en 1944.

## Biografía
El 15 de mayo de 1944 Gihr pasó a ser comandante de la 707.ª División de Infantería y luchó durante la Ofensiva de Bobruisk en el frente oriental. El 27 de junio de 1944, en Bobruisk, Gihr fue hecho prisionero por el Ejército Rojo. Fue liberado del cautiverio el 11 de octubre de 1955.